# John Kennedy (futbolista brasileño)
John Kennedy Batista de Souza (Itaúna, Brasil; 18 de mayo de 2002) es un futbolista brasileño. Juega de delantero y su equipo actual es el Fluminense Football Club del Campeonato Brasileño de Serie A.

## Trayectoria
Nacido en Itaúna, John Kennedy entró a las inferiores del Fluminense en 2016 proveniente del Serrano Football Club de Río de Janeiro. Debutó en la Serie A el 20 de enero de 2021 ante Coritiba. En aquella ocasión, el delantero marcó el primer gol del Fluminense en el empate 3-3.
En el año 2023 anotó el decisivo 2-1 en la final de la Copa Libertadores ante Boca Juniors para darle a Fluminense su primera Copa Libertadores.
En 2023, jugó cedido en Ferroviária, donde fue uno de los máximos goleadores del Paulistão,[6] incluso con el Locomotiva descendiendo a la Série A2.
En enero de 2025, John Kennedy fue anunciado como miembro del Pachuca de México. El delantero fue cedido por el Fluminense hasta fin de año. El Fluminense recibirá aproximadamente R$3 millones por el préstamo con opción de compra, fijada en US$6 millones por el 70% de los derechos del jugador.JK se estrenó con el club mexicano el 20 de enero de 2025, vistiendo su camiseta Décima asistencia al gol de Emilio Rodríguez en la victoria sobre Santos Laguna 2-1. El delantero anotó su primer gol en la victoria 3-2 sobre Monterrey.  John Kennedy termina su etapa en el fútbol mexicano. La etapa de JK en Pachuca duró poco más de seis meses y estuvo marcada por un inicio goleador, pero terminó con su salida. En general, los números del delantero en Pachuca son buenos, con 22 partidos (15 como titular), 9 goles y 2 asistencias.

## Estadísticas
Actualizado al último partido disputado el 7 de noviembre de 2023.
| Club                 | Div.          | Temporada     | Liga  | Liga  | Estatal | Estatal | Copas nacionales | Copas nacionales | Copas internacionales | Copas internacionales | Total | Total |
| Club                 | Div.          | Temporada     | Part. | Goles | Part.   | Goles   | Part.            | Goles            | Part.                 | Goles                 | Part. | Goles |
| -------------------- | ------------- | ------------- | ----- | ----- | ------- | ------- | ---------------- | ---------------- | --------------------- | --------------------- | ----- | ----- |
| Fluminense · Brasil  | 1.ª           | 2020          | 7     | 2     | 0       | 0       | 0                | 0                | —                     | —                     | 7     | 2     |
| Fluminense · Brasil  | 1.ª           | 2021          | 13    | 2     | 8       | 2       | 1                | 0                | 0                     | 0                     | 22    | 4     |
| Fluminense · Brasil  | 1.ª           | 2022          | 6     | 1     | 0       | 0       | 1                | 0                | 1                     | 0                     | 8     | 1     |
| Fluminense · Brasil  | 1.ª           | 2023          | 20    | 4     | 11      | 6       | 3                | 1                | 10                    | 4                     | 41    | 15    |
| Fluminense · Brasil  | Total club    | Total club    | 46    | 8     | 19      | 8       | 5                | 1                | 11                    | 4                     | 68    | 22    |
| Ferroviária · Brasil | 4.ª           | 2023          | —     | —     | 11      | 6       | —                | —                | —                     | —                     | 11    | 6     |
| Ferroviária · Brasil | Total club    | Total club    | 0     | 0     | 11      | 6       | 0                | 0                | 0                     | 0                     | 11    | 6     |
| Total carrera        | Total carrera | Total carrera | 46    | 8     | 30      | 14      | 5                | 1                | 11                    | 4                     | 92    | 27    |

## Palmarés

### Títulos estatales
| Título             | Club       | Estado         | Año  |
| ------------------ | ---------- | -------------- | ---- |
| Campeonato Carioca | Fluminense | Río de Janeiro | 2022 |
| Campeonato Carioca | Fluminense | Río de Janeiro | 2023 |

### Campeonatos internacionales
| Título              | Equipo           | País           | Año  |
| ------------------- | ---------------- | -------------- | ---- |
| Copa Libertadores   | Fluminense F. C. | Río de Janeiro | 2023 |
| Recopa Sudamericana | Fluminense F. C. | Río de Janeiro | 2024 |